# 富士見市
富士見市（日语：／ Fujimi shi */?）是日本埼玉縣東南部的城市，人口約10万9千人。

## 历史
- 1956年（昭和31年）9月30日 - 入間郡鶴瀨村（日语：鶴瀬村）・南畑村（日语：南畑村 (埼玉県)）、北足立郡水谷村（日语：水谷村）合併成立富士見村。

## 消防
- 入間東部地區消防工會（日语：入間東部地区消防組合）
  - 東消防站

## 警察
- 東入間警察署（日语：東入間警察署）（富士見野市）
  - 鶴瀨站前派出所
  - 水谷派出所
  - 瑞穗台派出所
  - 富士見野站前派出所
  - 南畑村駐在所

## 學校
小學
- 富士見市立鶴瀨小學
- 富士見市立水谷小學
- 富士見市立南畑小學
- 富士見市立関沢小學
- 富士見市立勝瀨小學
- 富士見市立水谷東小學
- 富士見市立諏訪小學
- 富士見市立瑞穗台小學
- 富士見市立針谷小學
- 富士見市立富士見野小學
- 富士見市立鶴瀨台小學

初中
- 富士見市立富士見台初中
- 富士見市立本郷初中
- 富士見市立東初中
- 富士見市立西初中
- 富士見市立勝瀨初中
- 富士見市立水谷初中

高級中學
- 埼玉縣立富士見高級中學

特別支援學校
- 富士見市立富士見特別支援學校

## 交通

### 鐵路
東武鐵道
- 東上本線：瑞穗台站 - 鶴瀨站 - 富士見野站

### 道路

#### 一般國道
- 國道254號（川越街道、富士見川越繞道（日语：富士見川越バイパス）、浦和所澤繞道（日语：浦和所沢バイパス））
- 國道463號（浦和所澤繞道）

#### 都道府縣道
- 主要地方道
  - 埼玉縣道56號埼玉富士見野所澤線（日语：埼玉県道56号さいたまふじみ野所沢線）
- 一般縣道
  - 埼玉縣道113號川越新座線（日语：埼玉県道113号川越新座線）
  - 埼玉縣道215號宗岡埼玉線（日语：埼玉県道215号宗岡さいたま線）
  - 埼玉縣道245號鶴瀨停車場線（日语：埼玉県道245号鶴瀬停車場線）
  - 埼玉縣道266號富士見野朝霞線（日语：埼玉県道266号ふじみ野朝霞線）
  - 埼玉縣道272號東大久保富士見野線（日语：埼玉県道272号東大久保ふじみ野線）
  - 埼玉縣道334號三芳富士見線（日语：埼玉県道334号三芳富士見線）

## 河川
- 荒川、柳瀨川（日语：柳瀬川）、新河岸川（日语：新河岸川）、瓶沼川（日语：びん沼川）等。

## 著名出身人士
- 有安杏果（桃色幸運草Z） - 偶像、女演員
- 飯田里穗 - 偶像、女演員、歌手
- 今成亮太（日语：今成亮太）（阪神虎） - 職棒選手